# Johann Gottlob Schneider
Pour les articles homonymes, voir Schneider.
 (juin 2014).
Si vous disposez d'ouvrages ou d'articles de référence ou si vous connaissez des sites web de qualité traitant du thème abordé ici, merci de compléter l'article en donnant les références utiles à sa vérifiabilité et en les liant à la section « Notes et références ».
Johann Gottlob Theaenus Schneider est un philologue et un naturaliste saxon, né le 18 janvier 1750 à Kollmen (aujourd'hui Collm, Ortsteil de Wermsdorf) près d'Oschatz à l'est de Leipzig et mort le 12 janvier 1822 à Breslau.

## Biographie
Il étudie la philologie, notamment les auteurs classiques grecs, et l'histoire naturelle à l'université de Leipzig, puis à celle Göttingen et enfin à celle de Strasbourg, où il obtient son titre de docteur en 1774.
Sur les recommandations de Christian Gottlob Heyne (1729-1812), il devient le secrétaire de Richard François Philippe Brunck (1729-1803), grand spécialiste de la littérature antique.
En 1776, il devient professeur de philologie à l'université de Francfort-sur-l'Oder. Il est l'auteur de nombreuses traductions ou commentaires des œuvres antiques, notamment d'Aristote et de Nicandre de Colophon et est considéré comme l'un des meilleurs philologues de son temps.
Il perd son poste lorsque son université est transférée en 1811 à Breslau et accepte alors le poste de bibliothécaire.
Parmi son œuvre importante, il faut citer Kritisches griechisch-deutsches Handwörterbuch (1797-1798), le premier lexique de la sorte depuis le Thesaurus d' Henri Estienne. Il sera le point de départ des travaux de Franz Passow (1786-1833) et de tous les dictionnaires qui suivront. Schneider améliore grandement la compréhension des mots ou des expressions scientifiques, notamment dans le domaine de l'histoire naturelle.
Il publie des éditions de De natura animalium d'Élien ; Alexipharmaca et Theriaca de Nicandre ; Scriptores rei rusticae ; Historia animalium et Politica d'Aristote ; Physica et Meteorologica d'Épicure ; Eclogae physicae de Théophraste ; Halieutica d'Oppien de Corycos et Cynegetica d'Oppien de Syrie ; les œuvres complètes de Xénophon et de Vitruve ; les Argonautica du pseudo-Orphée ; un essai sur la vie et un recueil des textes de Pindare.
Il publie également des Eclogae physicae, recueil de textes grecs et latins sur des sujets scientifiques, ainsi qu'un essai sur la science et l'histoire naturelle dans l'Antiquité.
Même si l'histoire naturelle n'occupe pas la première place dans sa vie, il est l'auteur de plusieurs travaux importants. Sa connaissance des langues mortes lui permet de proposer des noms binomiaux corrects. Son œuvre est marqué par sa spécialisation. Ainsi, l'un de ses ouvrages herpétologiques, Allgemeine Naturgeschichte der Schilkröten (1783, qu'il complète en 1787 et en 1789), est avant tout une analyse historique des connaissances sur les tortues mais il décrit aussi quelques espèces communes.
En 1790–1792, il publie Amphibiorum Physiologiae consacrée à la taxinomie des lézards. En 1799 et 1801, il publie Historiae Amphibiorum, est une revue mondiale des amphibiens et des reptiles où il décrit des nombreux genres et espèces nouvelles.
En 1801, il améliore et augmente le Systema Ichthyologiae iconibus ex illustratum de Marcus Elieser Bloch, célèbre pour ses magnifiques illustrations. Il publie en 1812 un mémoire sur les geckos et en 1821 sur les boas.

## Liste partielle des publications
- Handwörterbuch der griechischen Sprache, Vogel, Leipzig 1828.
- Griechisch-deutsches Wörterbuch. Hahn, Leipzig 1819.
- Kritisches griechisch-deutsches Wörterbuch. Frommann, Jena, Leipzig 1805/06.
- Eclogae physicae, ex scriptoribus praecipue Graecis excerptae Frommann, Jena, Leipzig 1800.
- Historiae amphibiorum naturalis et literariae Frommann, Jena 1799–1801.
- Kritisches griechisch-deutsches Handwörterbuch. Frommann, Jena, Züllichau 1797.
- Amphibiorum physiologiae specimen Apitz, Frankfurt (Oder) 1790–97.
- Ad reliqua librorum Friderici II. et Alberti Magni capita commentarii ... Müller, Leipzig 1789.
- Zweyter Beytrag zur Naturgeschichte der Schildkröten Müller, Leipzig 1789.
- Erster Beytrag zur Naturgeschichte der Schildkröten. Müller, Leipzig 1787.
- Sammlung vermischter Abhandlungen zur Aufklärung der Zoologie und der Handlungsgeschichte. Unger, Berlin 1784.
- Allgemeine Naturgeschichte der Schildkröten] Müller, Leipzig 1783.
- Ichthyologiae veterum specimina. Winter, Frankfurt (Oder) 1780.
- (avec Peter Artedi et Johann Stephan Capieux) Synonymia piscium Graeca et Latina emendata, aucta atque illustrata : Sive Historia piscium naturalis et literaria ab Aristotelis usque aevo ad seculum XIII deducta duce Synonymia piscium Petri Artedi. Accedit disputatio de veterum scriptorum hippopotamo, Leipzig, 1789
- Anmerkungen über den Anakreon. Crusius, Leipzig 1770.